# ベンセイラム郡区 (ペンシルベニア州バックス郡)
ベンセイラム郡区（英: Bensalem Township）は、アメリカ合衆国ペンシルベニア州東部のバックス郡のタウンシップ（郡区）である。フィラデルフィア市の北東部と接している。ベンセイラムの中には、ベンセイラム、トレボーズ、オークフォード、コーンウェルハイツ、エディントン、アンダルシアの各地区が入っている。2010年国勢調査での人口は60,427 人であり、バックス郡では人口最大、ペンシルベニア州でも第9位の自治体だった。町は1692年に設立されており、1682年に設立されたペンシルベニアそのものと同じくらい古い。

## 名前の由来
ベンセイラムの名称の由来は開拓者ジョセフ・グロウデンが、その荘園に「マナー・オブ・ベンセイラム」と名付けたことによる可能性が高い。これは「平和の息子」と言われたペンシルベニアの創設者ウィリアム・ペンの栄誉を称えたものであり、セイラムはセム語で平和を意味していた。当初はセイラムと名付けられ、後の1701年にベンが付け加えられた。

## 地理
ベンセイラムはバックス郡の最南端にあるタウンシップであり、西と南はフィラデルフィア市、東と北東はクロイドンを初めとするブリストル・タウンシップの地区、北はハルムビルとミドルタウン・タウンシップ、北西はローワー・サウサンプトン・タウンシップの中にあるフィースタービル、トレボーズ、オークフォードと接している。南東はデラウェア川の対岸にあるニュージャージー州バーリントン郡であり、ビバリー市、デランコ・タウンシップ、エッジウォーターパーク・タウンシップが並んでいる。
アメリカ合衆国国勢調査局に拠れば、領域全面積は21.0平方マイル (54 km2)であり、このうち陸地20.0平方マイル (52 km2)、水域1.0平方マイル(2.6 km2)であり、水域率は4.77%である。
大西洋海岸平原とピードモント台地を分ける滝線が町内を通っており、ネシャミニー・モールの地域周辺では視認できる。ネシャミニー・クリークが町の東側で自然の境界となり、ポケッシング・クリークが西側境界となっている。
ナイツ道路とストリート道路の交差点は、雑誌『タイム』によって、2003年から2012年までアメリカ合衆国で最も危険な交差点に挙げられていた。

## 人口動態
2010年国勢調査時点での人種別人口構成は、非ヒスパニック白人72.1%、黒人7.3%、インディアン0.5%、アジア系10.2%、混血2.6%、ヒスパニック系8.4%となっていた。
以下は2000年国勢調査による人口統計データである。
| 基礎データ - 人口: 58,434 人（2000年から9.7%成長） - 世帯数: 22,627 世帯 - 家族数: 15,114 家族 - 人口密度: 1,129.8人/km2（2,926.7 人/mi2） - 住居数: 23,535 軒 - 住居密度: 455.0軒/km2（1,178.8 軒/mi2） 年齢別人口構成 - 18歳未満: 23.1% - 18-24歳: 8.9% - 25-44歳: 32.5% - 45-64歳: 24.5% - 65歳以上: 11.0% - 年齢の中央値: 36歳 - 性比（女性100人あたり男性の人口） - 総人口: 99.0 - 18歳以上: 96.9 | 世帯と家族（対世帯数） - 18歳未満の子供がいる: 30.6% - 結婚・同居している夫婦: 51.6% - 未婚・離婚・死別女性が世帯主: 10.5% - 非家族世帯: 33.2% - 単身世帯: 26.3% - 65歳以上の老人1人暮らし: 7.9% - 平均構成人数 - 世帯: 2.56人 - 家族: 3.14人 収入と家計 - 収入の中央値 - 世帯: 49,737米ドル - 家族: 58,771米ドル - 性別 - 男性: 39,914米ドル - 女性: 30,926米ドル - 人口1人あたり収入: 22,517米ドル - 貧困線以下 - 対人口: 6.0% - 対家族数: 7.4% - 18歳未満: 6.8% - 65歳以上: 10.6% |

### ユダヤ教の生活
ベンセイラムは強力なユダヤ人社会があることで知られている。ベンセイラム・ジューイッシュ・アウトリーチ・センターがバックス郡にあり、町内には次の施設があり、サービスを行っている。
- アウトリーチ・センター[8][9]
- ジョセフとマーサ・メローン・バックス郡 ミクワー（儀礼用水槽）[10]
- バックス郡ヘブライ学校
- ベンセイラム・コミュニティ・コレル（大学卒業後のタルムード研究用）[11]
- ネシャミニー・バレー・エルブ・コーポレーション[12]
- コングリゲーション・ケヒラス・ブネイ・シャローム（日々のミニヤーンのあるシナゴーグ[13]
- トラー学習センター・ベンセイラム予備学校[14]
- ジクロン・イェシャヤフ・エルボゲン・ベート・ミドラーシュ（トラー学習センター）[11]

## ランドマークと見どころ
ベンセイラムにはパークス・カジノ・アンド・レーストラックがある。周回1マイル (1,600 m) のサラブレッド競馬場である。この施設は1974年11月にキーストン・レーストラックとしてオープンした。この名称は1984年にフィラデルフィア・パークに変更された。ここは2004年のケンタッキーダービーとプリークネスステークスで優勝したスマーティージョーンズの故郷である。スマーティージョーンズはベルモントステークスでは2位となり、惜しくも三冠馬を逃した。2006年、フィラデルフィア・パークにスロット・パーラー・カジノがオープンし、施設名もフィラデルフィア・パーク・レーストラック・アンド・カジノとなった。2009年12月、恒久的なカジノだけの施設がオープンし、名称もパークス・カジノとなった。この施設にはギャンブルと娯楽、バンケットのスペースとして25万平方フィート (23,000 m2) のスペースがある。
ミッションセンター・アンド・ナショナル・シュライン・オブ・セントキャサリン・ドレクセルがベンセイラムのブリストル・パイク沿いにある。このシュラインには、1858年にフィラデルフィアの裕福な家庭に生まれたキャサリン・ドレクセルの遺骸が置かれている。キャサリンは若い時に貧しい人々、特にインディアンや黒人に奉仕することに生活の信条を充てることにした。1891年にはシスターズ・オブ・ザ・ブレスト・サクラメントを設立した。翌年、ドレクセルとその他13人のシスターがベンセイラムのセントエリザベス・コンベントに移転した。セントキャサリン・ドレクセルは1955年に死に、2000年に列聖された。このシュラインは日々訪問者を受け入れている。
ベンセイラムにはナイツ道路沿いにモンゴルテプムニー仏教寺院、別名ワット・モンゴルテプムニーもある。この寺院はバンコクにある寺院の正確な複製であり、アメリカ合衆国ではこの種のものとして唯一である。1980年代にタイランドからベンセイラムに来た仏教僧の社会にとって儀式と瞑想の場所になっている。
町内には南東ペンシルベニア交通局のコーンウェルスハイツ駅があり、州内でも最大のパーク・アンド・ライドの施設となっている。この駅からニューヨーク市まで通勤用アムトラックの列車が走っている。交通局の地域鉄道2本、貨物鉄道1本があつまり、さらに多くのバス路線も町内を通っている。
2002年、M・ナイト・シャマラン監督、メル・ギブソン主演の映画『サイン』では、室内のシーンの撮影のためにステート道路沿いの倉庫にセットが組まれた.。
NBCテレビの番組『Outlaw』のパイロット版（ジミー・スミッツ出演）は2010年3月22日と23日にアンダルシアで撮影された。
ジェイソン・ステイサム主演の映画『SAFE/セイフ』はパークス・カジノ・アンド・レーストラックで撮影された。
ネシャミニー・モールがベンセイラムの町内にある。1968年に国内でも最初期に建設されたモールである。アンカー店が4店（百貨店3店、映画館1館）と120店を超える小型店、飲食店がある。AMCネシャミニー24シアターは州内最大かつ影響収入の最も多い映画館である。さらに国内でもトップ10に入る成績を上げる多くの機会があった。例えば映画『サイン』の封切は第1位だった。
ベンジャミン・フランクリンは友人のジョセフ・ギャロウェイをそのグロウデン邸宅に訪問することが多かった。当時ギャロウェイ家は現在のベンセイラム・タウンシップ全域を所有していた。地元の伝説では、フランクリンが有名な凧揚げの実験をベンセイラムのその邸宅で行ったのであり、雷が静的な電気と同じものであることを証明した。ただし、広く知られているのは、フランクリンがフィラデルフィアの自宅近くで凧を挙げたというものである。
ベンセイラム・タウンシップには州間高速道路95号線、アメリカ国道1号線、ペンシルベニア・ターンパイク、アメリカ国道13号線、ウッドヘイブン道路（ペンシルベニア州道63号線）、ストリート道路が通っている。ペンシルベニア・ターンパイクのベンセイラム・インターチェンジ（元フィラデルフィア・インターチェンジ、アメリカ国道1号線との出口351番）は、タウンシップ内トレボーズ地区にある。さらにストリート道路東行きのペンシルベニア・ターンパイクとのインターチェンジ（出口352番）はETC利用車のみであり、ベンセイラムに開かれている。
ベンセイラムにはフィラデルフィア・ガン・クラブがある。このクラブは国内でハト撃ちを行う数少ないクラブの1つである。トラップと呼ばれる箱から生きた鳥を放ち、クラブ員が銃で撃つものである。多くの鳥は即座には殺されず、後で手で殺されるために集められる。
アンダルシアとベルモントはアメリカ合衆国国家歴史登録財に指定されている。アンダルシアはアメリカ合衆国国定歴史建造物にも指定されている。
タマ・ドラムスとアイバニーズ・ギターを制作する星野楽器のアメリカ子会社が町内にある。

## 地方政府
1987年、ベンセイラムの有権者による投票で、5人の委員による行政委員会と1人の首長のいる第2級タウンシップになることが承認された。教育委員会の委員は9人である。

## 経済
リタのフランチャイズ・カンパニー LLC がトレボーズ地区に本社を置いており、またアンダルシア地区には創業の地がある。
フォーチュン1000に入るチャーミング・ショップスがベンセイラムに本社を置いており、2010年のリストでは第810位だった。
GE パワー・アンド・ウォーター、ウォーター・アンド・プロセス・テクノロジーズはトレボーズにある水処理会社である。